# Корякская литература
Коря́кская литерату́ра — литература коряков.
Долгое время корякская литература была представлена только устным народным творчеством. В результате чукотско-корякских войн и вытеснения коряков в неблагоприятные для проживания места развитие духовной культуры коряков было замедлено, из-за чего корякский фольклор остался представленным только мифологией и зачатками эпического жанра. Зачатки эпоса повествуют как раз о столкновениях с чукчами. Цикл корякских мифов о Вороне-творце Куйкынняку (или Куткынняку) был заимствован чукчами и эскимосами.
Появление письменной литературы на корякском языке стало возможным после того, как в 1932 году была создана корякская письменность и составлен первый букварь «Красная грамота» (Jissa-kalikal). Первым корякским писателем стал Кецай Кеккетын (1918—1943), написавший в 1936—1939 годах повести «Эвныто-пастух» (Ewŋьto valan) и «Хоялхот». Также Кеккетын литературно обработал корякский фольклор и опубликовал в виде сборника «Последняя битва» (Vatqьl'әn kьŋeweit). Обработкой и публикацией фольклора также занимался Лев Жуков (повесть «Нотаймэ»). В 1940 году
Иван Баранников опубликовал фолькльорные сказки в книге «Сказки об Эмэмкуте».
В 1950—1970-е годы корякский язык был фактически исключён из школьной программы, что отрицательно сказалось на развитии корякской литературы. Начиная с конца 1950-х годов приобрёл некоторую известность Кирилл Килпалин, а также с 1970-х годов известность получил корякский писатель Коянто (настоящее имя — Владимир Владимирович Косыгин; родился в 1933 году). Он писал свои произведения на русском языке и лишь некоторые из них были переведены на корякский. Его перу принадлежат повесть «Месяц молочных важенок», сборник повестей и рассказов «Верхние люди подождут», сборник стихов и поэм «Родник», сборник рассказов «Рог вожака», сборник избранных произведений «Посох».